# La stagione delle nebbie
La stagione delle nebbie (The Sandman: Season of Mists) è un volume antologico pubblicato nel 1992 negli Stati Uniti d'America dalla DC Comics che raccoglie un ciclo di storie pubblicate originariamente nella serie a fumetti Sandman, scritta da Neil Gaiman e illustrata da vari disegnatori negli anni novanta.

## Storia editoriale
I numeri nella raccolta comparvero per la prima volta nel 1990 e nel 1991, e la raccolta comparve in copertina da fumetto e copertina rigida nel 1992. Il titolo è la frase d'apertura di "To Autumn" di John Keats.
Fu scritto da Neil Gaiman, illustrato da Kelley Jones, Mike Dringenberg, Malcom Jones III, Matt Wagner, Dick Giordano, George Pratt e Craig P. Russell, colorato da Steve Oliff e Danny Vozzo e letterato da Todd Klein.
Kelley Jones illustra la maggior parte della storia, che è colorata in numerosi numeri da Malcom Jones III, Dick Giordano e Craig P. Russell. L'ovvio e grottesco senso dell'umorismo fuori dal comune di Jones lo rese ideale per gli dei, i demoni e altre figure super naturali. I suoi episodi iniziano e terminano con un prologo e un epilogo disegnati da Mike Dringenberg, il primo colorato da Malcom Jones III e l'ultimo da George Pratt; e un interludio ambientato in un collegio inglese fu disegnato da Matt Wagner e colorato da Jones III. Introduce i due Eterni Destino e Delirio; Thor, Odino e Loki della mitologia norrena; Anubi e Bastet dalla mitologia egiziana; Susanoo-no-mikoto dalla mitologia giapponese; Lucifero e gli Angeli Duma e Remiele dalla cristianità; Shivering Lemmy, un Signore del Caos con corpo di un bambino e la mente di un mostro; Kilderkin, un Signore dell'Ordine che prende la forma di una scatola di cartone, e le fate Cluracan e Nuala, che giocheranno un ruolo fondamentale nelle storie successive. Season of Mists segna l'introduzione degli dei norvegesi per prima volta nella serie.
Season of Mists è l'ambientazione di uno dei temi centrali della serie, quello delle regole e delle responsabilità e se si possano o no imporre. La riunione della famiglia degli Eterni che apre il fumetto fa il secondo riferimento al "prodigo" (il primo compare nel fumetto The Doll's House), un fratello Eterno che abbandonò il suo regno e le sue responsabilità. La riunione di famiglia porta alla decisione di Sogno di ritornare all'Inferno per aggiustare il male da lui compiuto, un evento che innesca una trama più grande nel corso della serie.
Nel 2004 questa raccolta ricevette il premio per il miglior scenario all'Festival international de la bande dessinée d'Angoulême.

## Trame
Tutto inizia con una riunione della famiglia degli Eterni che si concentra subito sugli affari di famiglia. Desiderio si arrabbiò con Morpheus insultandolo a proposito del suo trattamento intollerante nei confronti di un ex amore di Sogno, la cui storia forma il prologo della seconda raccolta, The Doll's House; Morte lo fece infuriare ancora di più mettendosi dalla parte di Desiderio, ma l'immenso rispetto di Morpheus per Morte lo portò infine ad essere d'accordo con la sua valutazione.
Morpheus lasciò il suo regno e viaggiò fino all'Inferno, dove imprigionò il suo ex amore Nada, per liberarla. Avendo lasciato Lucifero, il Signore dell'Inferno, molto arrabbiato con lui l'ultima volta che si videro (nella prima raccolta, Preludi e Notturni), Morpheus era molto preoccupato per la sua missione. Decise comunque di farlo, per rimettere le cose a posto, ma si preparò anche per un confronto che sapeva di poter perdere.
Nel corso del compito, la sua preoccupazione fu in qualche modo inutile. Quando arrivò, Lucifero era occupato a chiudere l'Inferno. Morpheus lo seguì in uno stato di sconcerto prima che Lucifero finalmente lo persuase che non era un piano elaborato, ma che intendeva per davvero lasciare l'Inferno, e i suoi obblighi come suo signore per sempre. La sua ultima azione prima di andarsene era di cacciare via ogni demone o anima dannata ancora in circolazione, chiudere i portali dell'Inferno e tagliarsi le ali; quindi diede le chiavi a Morpheus perché ne facesse ciò che voleva.
L'episodio si regge sulla base della serie a fumetti spin-off Lucifer, scritta da Mike Carey.
Morpheus, che non aveva alcuna intenzione di governare questo pezzo di immobile, scoprì subito che c'erano numerose entità che volevano controllare l'Inferno o prevenire ai propri nemici di controllarlo. Odino desiderava di controllare l'Inferno al fine di evitare il Ragnarǫk e viaggiò fino al Sogno con altri due membri del pantheon norreno, Loki e Thor. Anubi, Bastet e Bes dall'antico pantheon egizio che desideravano scambiare informazioni in cambio delle chiavi dell'Inferno. Susano-o-Mikoto, un dio della tempesta del pantheon giapponese, che viaggiava come una divinità individuale, e non era un rappresentante degli dei Shinto. Intendeva aggiungere l'Inferno ad un nuovo sotto mondo controllato dalla sua famiglia, che si formò assimilando altri pantheon minori così come oggetti di adorazione, inclusa, come disse lui, Marilyn Monroe. Azazel, un demone biblico, giunse insieme ad altri due demoni che ebbero un grande potere nel vecchio Inferno: Chorozon, qui descritto come l'ex Duca dell'Ottavo Cerchio, e Merkin, la madre dei Ragni. Azazel aveva già governato l'Inferno in precedenza in un triumvirato con un altro demone e Lucifero, anche se Lucifero disse a Morpheus che era solo parte di un gioco a cui partecipò, e Azazel domandò se Morpheus poteva donargli le chiavi. In cambio, Azazel gli offrì la mano di Nada, così come a Chorozon che precedentemente combatté contro Morpheus. Giunsero poi anche Caos ed Ordine. Ordine arrivò nelle vesti di una scatola di cartone vuota portata da un essere simile ad un djinn, mentre Caos si presentò nella forma di una giovane ragazza con il trucco da clown. Ordine si offrì di scambiare i sogni delle persone appena morte, mentre Caos semplicemente minacciò Morpheus prima di offrirgli un palloncino. Le due rappresentanti da Faerie, Cluracan e sua sorella Nuala chiesero a Morpheus di non dare le chiavi a nessuno. Cluracan offrì sua sorella come dono al Signore dei Sogni, nel nome della Regina di Faerie. Erano presenti anche i due angeli, Duma l'angelo del silenzio e Remiele, qui presentato come l'angelo di coloro che sorgono, ma questi si presentarono lì come semplici osservatori.
Successivamente, Susano-o-Mikoto, Duma e Remiele divennero personaggi importanti della serie spin-off Lucifer.
Per disappunto di Morpheus, i partiti interessati subito si concentrarono nel castello al centro del Sogno. Qui, furono presentati molti personaggi che ebbero una parte da giocare più avanti nella serie, tra di loro i rappresentanti di Faerie, Cluracan e sua sorella Nuala. Dopo molte corruzioni, inganni, moine e contrattazioni, l'ubriachezza nordica e comportamenti minacciosi, Morpheus decise di sbarazzarsi dell'Inferno senza rabbia da parte dei partecipanti: lo diede alla coppia di angeli inviati da Dio, dopo che Remiele trasmise un messaggio che affermava che l'Inferno era una riflessione del Paradiso, e il suo solo creatore doveva controllarlo. Sogno quindi fece entrare Azazel e liberò Nada. Si scusò con lei, e anche se lei l'amava ancora, scelse di non stare con lui. A quel punto, Sogno le propone di reincarnarsi in un neonato donandole quindi una nuova vita quasi a scusarsi della sua morte prematura e dell'ingiusto destino che le aveva assegnato.
Tra queste deliberazioni vi fu la storia "In Which the Dead Return; e Charles Rowland Concludes His Education", dal n. 25, che si ambienta in un tradizionale collegio inglese (e ha in sé elementi dal genere storie di collegio) ed è solito illustrare le conseguenze della chiusura dell'Inferno. Anche se i due personaggi principali della storia, i fantasmi dei due scolari, non ricomparvero più nella serie The Sandman, ricomparvero successivamente come "The Dead Boys Detective" nella storia crossover della Vertigo The Children Crusade, e in una miniserie di quel nome di Jill Thompson.
La raccolta termina con Lucifero, senz'ali, seduto su una spiaggia australiana, godendosi a malincuore il tramonto di Dio.

## Elenco degli albi
Tutte le storie sono state scritte da Neil Gaiman.
| Numeri | Titoli     | Illustratore     | Inchiostratore    | Colorista    | Letterista | Ast Editor    | Editore      |
| ------ | ---------- | ---------------- | ----------------- | ------------ | ---------- | ------------- | ------------ |
| 21     | Prologo    | Mike Dringenberg | Malcolm Jones III | Steve Oliff  | Todd Klein | Tom Peyer     | Karen Berger |
| 22     | Capitolo 1 | Kelley Jones     | Malcolm Jones III | Steve Oliff  | Todd Klein | Tom Peyer     | Karen Berger |
| 23     | Capitolo 2 | Kelley Jones     | Malcolm Jones III | Daniel Vozzo | Todd Klein | Tom Peyer     | Karen Berger |
| 24     | Capitolo 3 | Kelley Jones     | P. Craig Russell  | Daniel Vozzo | Todd Klein | Tom Peyer     | Karen Berger |
| 25     | Capitolo 4 | Matt Wagner      | Malcolm Jones III | Daniel Vozzo | Todd Klein | Tom Peyer     | Karen Berger |
| 26     | Capitolo 5 | Kelley Jones     | George Pratt      | Daniel Vozzo | Todd Klein | Alisa Kwitney | Karen Berger |
| 27     | Capitolo 6 | Kelley Jones     | Dick Giordano     | Daniel Vozzo | Todd Klein | Alisa Kwitney | Karen Berger |
| 28     | Epilogo    | Mike Dringenberg | George Pratt      | Daniel Vozzo | Todd Klein | Alisa Kwitney | Karen Berger |